# Chiquimula (departement)
Chiquimula is een departement van Guatemala, gelegen in het zuidoosten van het land. De hoofdstad van het departement is de gelijknamige stad Chiquimula.
Het departement bestrijkt een oppervlakte van 2376 km² en heeft 415.063 inwoners (2018)..

## Gemeenten
Het departement is ingedeeld in elf gemeenten:
- Camotán
- Chiquimula
- Concepción Las Minas
- Esquipulas
- Ipala
- Jocotán
- Olopa
- Quezaltepeque
- San Jacinto
- San José La Arada
- San Juan Ermita

Alta Verapaz · Baja Verapaz · Chimaltenango · Chiquimula · El Progreso · Escuintla · Guatemala · Huehuetenango · Izabal · Jalapa · Jutiapa · Petén · Quetzaltenango · Quiché · Retalhuleu · Sacatepéquez · San Marcos · Santa Rosa · Sololá · Suchitepéquez · Totonicapán · Zacapa